# Achelia orientalis
Achelia orientalis är en havsspindelart som först beskrevs av Schimkewitsch, W. 1913.  Achelia orientalis ingår i släktet Achelia och familjen Ammotheidae. Inga underarter finns listade i Catalogue of Life.